# 민진원
민진원(閔鎭遠, 1664년 ~ 1736년)은 조선 후기의 척신으로 민유중의 아들이며, 민진후의 동생이고, 인현왕후의 작은오빠이다. 1691년 과거 급제 후, 인현왕후의 폐출로 빛을 보지 못하다가 1694년 갑술환국 이후 복귀하여 사복시정, 사헌부집의 등을 지냈고 노론(老論)에 참여하였다. 이후 전라도관찰사 등을 거쳐 좌의정을 역임했다.
영조의 탕평책을 반대하였으며 경종때와 영조 때 노론의 영수로서 활약하였다. 민영익, 순명효황후(순종황제의 정비)의 6대조이며, 명성황후의 종5대조가 된다. 본관은 여흥(驪興)으로 자는 성유(聖猷)이고 호는 단암(丹巖), 세심(洗心). 시호는 문충(文忠)이다.

## 생애

### 초기 활동
1691년 증광문과에 급제하였으나 앞서 1689년에 발생한 기사환국과 누이동생인 인현왕후가 폐비되었던 사건의 여파로 등용되지 못하였다. 1694년 갑술옥사(甲戌獄事)로 인현왕후가 복위하자 비로소 등용되었다. 이후 검열과 겸설서, 정언, 수찬 등을 했고 사서와 문학, 부수찬, 충청도감진어사, 사복시정, 사헌부집의 등을 지내며 노론으로 활동하였으며 윤증, 박세채 등을 공격하는데 가담하였다. 그리고 연이어 부교리, 집의, 병조정랑, 지평, 부수찬, 필선, 편수관, 수원부사 등을 지냈다.
이후 당상관에 올라 전라도관찰사, 공조참의, 동부승지, 참찬관, 우부승지, 대사성을 거쳐 강화유수와 예조참판, 동지의금부사, 공조참판과 개성유수를 지내며 노론의 핵심으로 활약했다. 이후 평안도관찰사를 지냈다. 이후 한성부좌윤까지 지낸다.
1703년 전라도 관찰사로 있을 때 서원이 난립되자 지방재정의 낭비와 당쟁의 원인을 들어 이를 막았다. 이후 정2품 이상에 올라서, 형조판서, 지중추부사, 공조판서, 예조판서, 내의원제조, 지돈녕부사, 이조판서, 호조판서, 판의금부사 등을 지내고 1720년 형 민진후가 사망하고 같은 해 숙종이 서거하여 경종이 즉위하자 경종의 법적 외숙부임을 내세우며 죽은 형이 가졌던 실권을 장악하고 실질적 노론 영수가 되었다.

### 정치 활동
노론 4대신인 김창집, 조태채, 이이명, 이건명을 앞세워 숙빈 최씨의 아들인 연잉군을 왕세제로 삼을 것을 종용하였고, 경종이 이를 주저하자 조정백관 앞에서 경종은 효심과 군주로서의 자질이 부족하니 서둘러 연잉군을 왕세제로 삼는다는 교지를 내리고 정사에서 물러나라는 과격한 언사를 내뱉아 소론의 공분을 샀다. 1721년 신임옥사로 노론이 실각하자 성주로 유배되었다가, 1725년 영조가 즉위하자 유배령에서 풀려나 예조, 공조의 판서와 지경연사, 빈객을 거쳐 우의정을 하다가 좌의정으로 임명되었으며 《숙종실록》의 총재관이 되었다.
영조의 탕평책을 반대하였고, 소론 영수 이광좌와의 화해를 주선했지면 역시 호응하지 않아 오히려 영조의 격노를 샀다. 그는 영조를 추대하려 노력하다가 죽어간 노론 대신들의 공적을 인정할 것과 신임사화 당시 노론 4대신(김창집, 이이명, 이건명, 조태채)의 복권과 소론 5대신에 대한 탄핵, 추탈, 부관참시 등을 요구하였다. 당색이 지나치고 언행이 과격하여 1727년 정미환국 때 파직되어 순안에 안치되었다.

### 생애 후반
정미환국으로 발언권을 얻게 된 소론은 민진원이 완성한 《숙종실록》이 당의(黨意)와 사의(私意)에 따라 고의로 기사를 누락하거나 왜곡시킨 부분이 많아 전면 개정이 불가피하다 주장하였지만 집권당인 노론의 반대에 부딪힌 탓에 일부 내용만 보정한 《숙종실록보궐정오》가 만들어졌다. 다음해인 1728년 음력 3월, 소론 강경세력이 지방에 은신 중인 남인을 규합하여 삼남지역에서 대규모의 난을 일으키는데 이것이 이인좌의 난이다. 이 사건으로 소론에게 강한 불신감을 갖게 된 영조는 노론 강경세력의 영수로 활동해온 민진원을 성모(聖母: 왕의 법모를 말한다. 인현왕후를 뜻함)의 혈족이라는 이유를 붙여 다시 조정에 불러들였으며, 민진원은 토역을 청하여 숙적인 소론과 남인에게 이인좌의 잔당이라는 죄목을 붙여 대거 숙청한다. 1729년 영중추부사가 되었으며 《가족제복론(加足帝腹論)》을 찬하였다. 1730년 기로소에 들고 1733년 봉조하에 들었다가 1736년 11월 28일 사망하였다.
저서에 《단암주의(丹巖奏議)》 《연행록(燕行錄)》 《민문충공주의(閔文忠公奏議)》 등이 있다. 문장과 글씨에 뛰어났다고 한다. 사후 영조의 묘정(廟庭)에 배향되었다.

## 저작
- 《숙종실록》
- 《가족제복론(加足帝腹論)》
- 《단암주의(丹巖奏議)》
- 《단암만록(丹巖慢錄)》
- 《연행록(燕行錄)》
- 《민문충공주의(閔文忠公奏議)》

## 가족관계
- 조부: 민광훈(閔光勳)
- 조모 : 연안 이씨(이광정의 딸, 허적의 고종누이)
  - 아버지 : 여양부원군 민유중(閔維重)
  - 어머니(의모) : 해풍부부인 덕수 이씨(이경증의 딸. 순화군의 외손녀)
  - 어머니(생모) : 은성부부인 은진 송씨(송준길의 딸)
    - 누나 : 여흥민씨 (1656~1728)
    - 형 : 민진후(閔鎭厚, 명성황후의 5대조)
    - 동생 : 인현왕후

  - 의모 : 풍창부부인 풍양 조씨
    - 이복 동생 : 민진영(閔鎭永, 여흥부대부인, 민승호의 5대조)
    - 이복 동생 : 유생 이장휘에게 출가
    - 이복 동생 : 유생 홍우조에게 출가

  - 서모 : 미상
    - 서제 : 민진창(閔鎭昌)
    - 서제 : 민진오(閔鎭五)
    - 서매 : 이만에게 출가
    - 서매 : 유현에게 출가

  - 처부 : 윤지선(윤지완의 형)
  - 처모 : 홍서의 딸
    - 부인 : 파평윤씨
      - 장남 : 민창수(閔昌洙)
      - 자부 : 김창집(김광찬의 손자)의 딸
        - 손자 : 민백순(閔百順)

      - 차남: 민형수(閔亨洙)
      - 자부 : 이세항의 딸
        - 손녀 : 홍낙인(정조의 외숙부)에게 출가
        - 손자 : 민백상(閔百祥) - 순명효황후의 고조부
        - 손자 : 민백흥(閔百興)
        - 손자 : 민백증(閔百增)
        - 손자 : 민백갑(閔百甲)

      - 삼남 : 민통수(閔通洙)
      - 자부 : 송상기(김광찬의 외손자)의 딸
        - 손자 : 민백선(閔百善)

      - 딸 : 이주진(이건명의 처조카)에게 출가

## 기타
소론의 중진인 윤지완은 민진원의 장인 윤지선의 동생으로 희빈 장씨를 지지한 대표적인 인물 중 한 명이다. 갑술년에 인현왕후의 복위와 희빈 장씨의 강봉이 정해지자 우의정이었던 윤지완은 사직서를 들고 숙종을 찾아가 희빈 장씨에게 국모에 준하는 명호와 예우를 올려줄 것을 청하고 낙향하였으며, 새로이 책봉식을 치르고 복위한 인현왕후에게 끝까지 하례 인사를 올리지 않아 조카사위인 민진원이 편찬한 숙종실록에 학식이 부족하고 어리석은데다 세자와 남인에게 아부한다고 평가절하되었다.

## 같이 보기
- 민진후
- 노론
- 인현왕후